# Rhincodontidae
Rhincodontidae es una familia de tiburones que incluye el Tiburon ballena y otros ya actualmente extintos. también se conoce el único género extinto que es Palaeorhincodon, que apareció en el paleoceno.